# Koldo
Jesús Luis Álvarez de Eulate, även känd som Koldo, född den 4 september 1970 i Vitoria i Spanien, är en andorransk före detta fotbollsmålvakt som för närvarande är tränare för Andorras fotbollslandslag. 
Den 2 februari 2010 utsågs Koldo till att bli Andorras förbundskapten och ersatte David Rodrigo.